# Jean-Noël Robert
Jean-Noël Alexandre Robert, né le 30 décembre 1949 à Paris, est un orientaliste français, spécialiste de l’histoire du bouddhisme au Japon et de ses antécédents chinois. Ses travaux concernent en particulier le bouddhisme Tendai et la philologie des textes bouddhiques sino-japonais. Il est l’auteur de la traduction française du Sūtra du Lotus, texte fondateur du bouddhisme mahāyāna 大乘 (grand véhicule), à partir du texte chinois ancien.
En 2011, il est nommé professeur au Collège de France pour y devenir titulaire de la chaire Philologie de la civilisation japonaise.

## Biographie
Diplômé de japonais de l’École nationale des langues orientales vivantes en 1970, Jean-Noël Robert fut, de 1974 à 1975, pensionnaire à la Maison franco-japonaise de Tōkyō. De 1975 à 1990, il fut chargé de recherche au CNRS et, depuis 1979, chargé de conférences, puis directeur d’étude à la cinquième section de l’École pratique des hautes études (EPHE). Docteur ès lettres et sciences humaines (1987), il est, depuis 2010, directeur de l’Institut des hautes études japonaises des Instituts d’Asie du Collège de France. Le 11 avril 2011, il est nommé professeur au Collège de France et où il devient titulaire de la chaire de Philologie de la civilisation japonaise.
Jean-Noël Robert est membre de nombreuses sociétés savantes et commissions spécialisées : Société française des études japonaises de Paris, commissions des spécialistes de l'Institut national des langues et civilisations orientales (université Paris VII), commission scientifique de l'École pratique des hautes études (Ve section), conseil de la Société asiatique, conseil d’administration de l’École française d'Extrême-Orient. 
Il est en outre rédacteur en chef du Hôbôgirin, dictionnaire encyclopédique du bouddhisme d’après les sources chinoises et japonaises, et membre des comités éditoriaux et scientifiques de la Japan Review, du Journal asiatique et du magazine Religions & Histoire. Il a été élu, le 17 mars 2006, membre de l’Académie des inscriptions et belles-lettres, au fauteuil d’André Caquot. Il a présidé cette Académie pour l'année  2019. Il pratique également l’écriture en latin sous le pseudonyme Alexander Ricius.

## Publications principales
- Lectures élémentaires en style sino-japonais (kanbun), Paris, éd. Université Paris 7, 1986
- Doctrines de l’école japonaise Tendai au début du IXe siècle : Gishin et le Hokke-shû gi shû (thèse de doctorat), Paris, éd. Maisonneuve et Larose, 1990
- Contempler le sanctuaire du cœur : le bouddhisme vu par un bouddhologue français, Paris, éd. L'Obs, 1995 (publié en japonais en 1997)
- Kanbun for the XXIst Century : The Future of Dead Languages, Tokyo, éd. Noël International Research Center for Japanese Studies, 2001 (en japonais)
- Sûtra du Lotus, suivi du Livre des sens innombrables et du Livre de la contemplation de Sage-Universel, Paris, éd. Fayard, 2003 (traduction)
- Quatre courts traités sur la Terrasse Céleste, Paris, éd. Fayard, coll. « Trésors du bouddhisme », 2007  (ISBN 9782213634227)
- Petite histoire du bouddhisme, Paris, éd. Librio Document, 2008  (ISBN 9782290002254)
- La Centurie du Lotus : poèmes de Jien (1155-1225) sur le Sûtra du Lotus, Paris, éd. Collège de France / Fayard, 2008[6]
- La hiéroglossie japonaise, Paris, éd. Collège de France / Fayard, 2012[7]
- Langue et science, Langage et pensée [sous la dir. de], Paris, éd. Odile Jacob, 2020
- Des langues et des dieux au Japon, Paris, éd. Collège de France, 2023[8]

## Distinctions

### Décorations
- Chevalier de la Légion d'honneur[4].
- Officier de l'ordre national du Mérite (7 juin 2024; chevalier en 2008)[9].
- Commandeur de l'ordre des Palmes académiques[4].
- Étoile d'or et d'argent de l'ordre du Soleil levant[4].

### Récompenses
- Médaille du Collège de France (2023).
- Médaille de l’International Prize in Japanese Studies décerné par le National Institute for the Humanities du Japon (2021)[10].